# Fortaleza del Castro
La Fortaleza del Castro es un fuerte levantado en lo alto del Monte del Castro, en la ciudad de Vigo. La fortaleza actual data del siglo XVI, y formaba parte, junto con el Castillo de San Sebastián y las desaparecidas murallas de la ciudad, de una red estratégica de castillos para la defensa de la ciudad.

## Historia

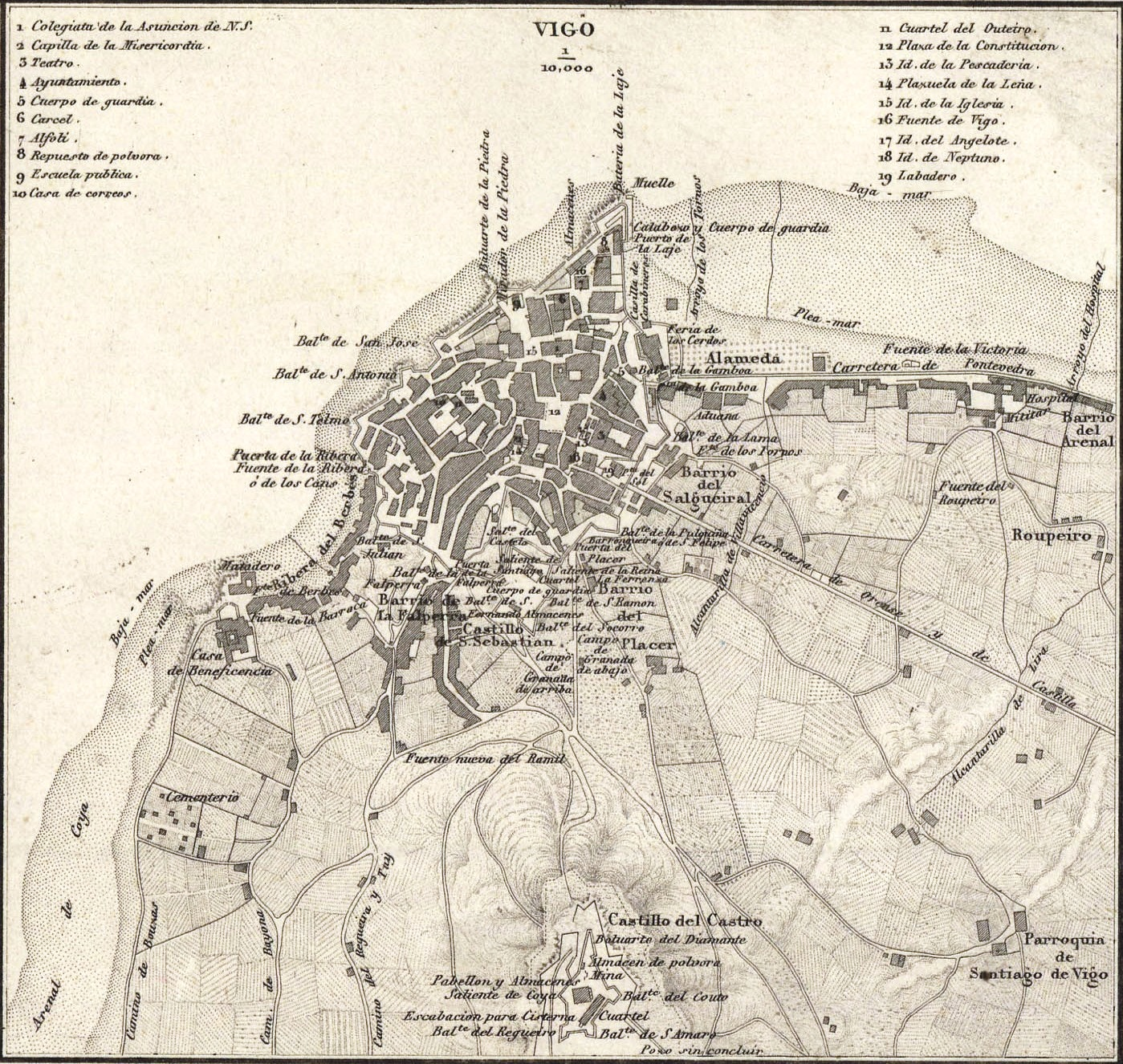
Vigo en 1856, por Francisco Coello.

El lugar en el que se encuentra lo que hoy es una fortaleza, se levantó el castillo del Castro, que formaba parte del sistema defensivo de la ciudad. Se construyó en la Edad Media al mismo tiempo que la Fortaleza de San Sebastián y más la fortaleza que unía ambas fortificaciones.
La fortaleza del Castro estaba formada por tres recintos amurallados. En la actualidad solo se conserva el primer recinto y parte del segundo; el tercero, que sería la muralla de la ciudad, desapareció en su totalidad. El primer recinto y la fortaleza que corona el alto del Monte del Castro, ahora convertida en mirador. El segundo recinto es la fortaleza de San Sebastián, en la actualidad ocupada por la plaza del Rey y la casa consistorial. Se encontraron pasadizos y túneles que comunicaban los castillos entre sí y con la ciudad.
El proyecto de fortificar Vigo se remonta al siglo XVI, por motivo de los frecuentes ataques que sufría la ciudad, especialmente por parte de los ingleses. Pero no fue hasta 1665, en plena guerra con Portugal, cuando se iniciaron los trabajos de fortificación. Es, pues, de la misma época que la fortaleza de San Lorenzo, situada en Goián (Tomiño), a la orilla del Miño.

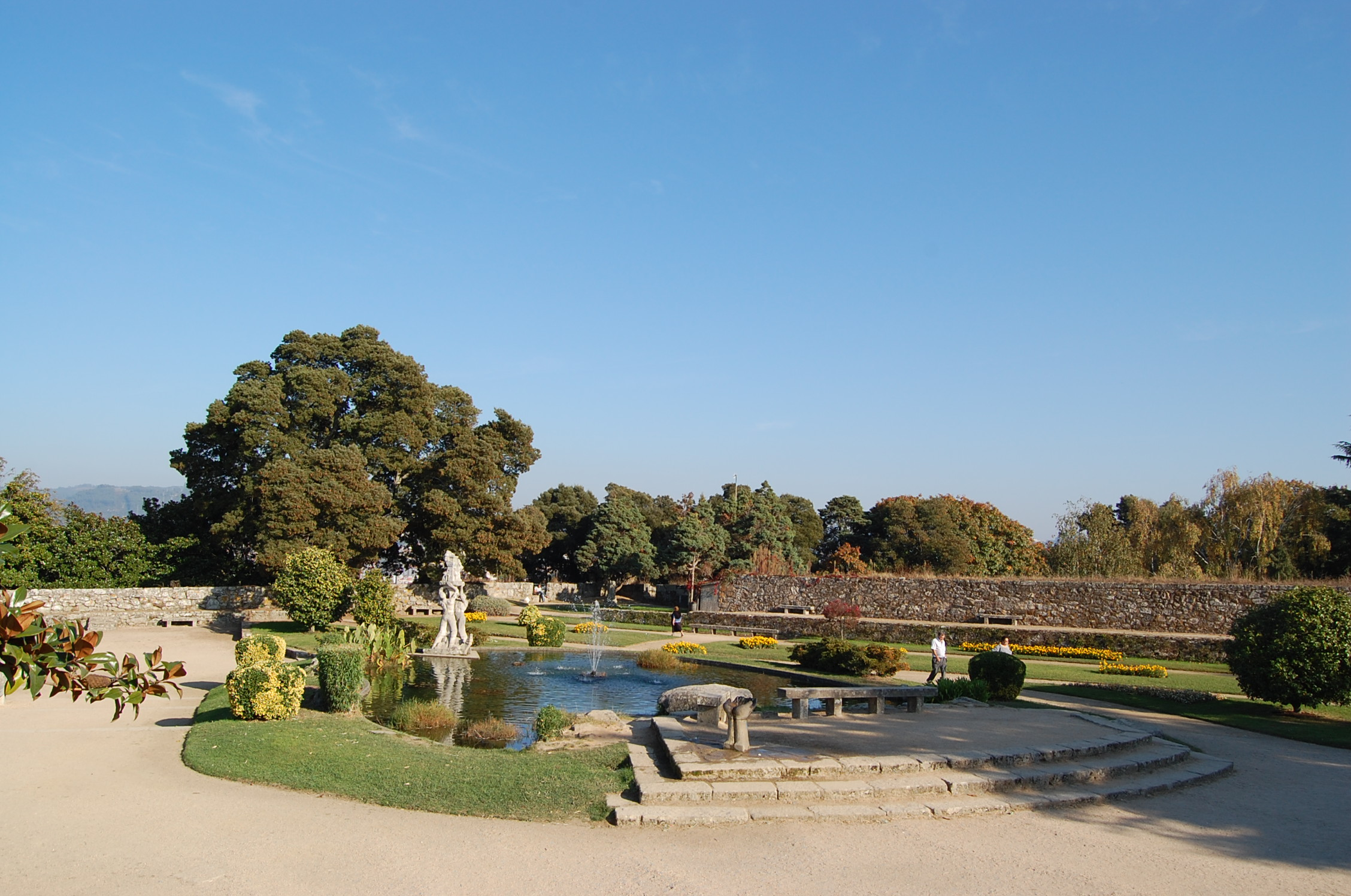
Jardines en la parte alta y mirador.

La muralla construida es irregular por motivo de la orografía abierta por varias puertas y defendida por tres baluartes. En la parte más alta se encontraba el fuerte de San Sebastián. Tras el asedio de 1665, el capitán general de Galicia ordena completar las obras, y fue luego, en 1666 cuando el coronel e ingeniero Fernando de Gourannanbergue y más el maestro de campo Diego Arias Taboada elaboran un intenso plan de fortificación y unión de las fortalezas del Castro y de San Sebastián. A juzgar por los escritos de la época la ciudad nunca quedó bien defendida, pues la fortaleza se encontraba relativamente lejos del mar y no podía detener los desembarcos. Además era fácil escalar a la cima sin que el enemigo estuviese descubierto. Luego de tres años finalizó la guerra con Portugal y las murallas perdieron su importancia.
Después de varios intentos de mejorarlas, Vigo sufre la sonada batalla de Rande (23-24 de octubre de 1702) en plena guerra de sucesión, donde los invasores desembarcaron y saquearon nuevamente la villa. Después de esto hubo varios intentos inútiles de fortificación de la villa. Cien anos después, en 1809, el castillo del castro Castro vuelve a ser protagonista debido a la invasión de los franceses encabezada por Napoleón Bonaparte, donde el 28 de marzo, la fortaleza es reconquistada por los vigueses tras una dura y heroica batalla, tras la cual los franceses se rinden. La villa desde entonces pasa a tener el título de "Fiel, Leal y Valerosa".

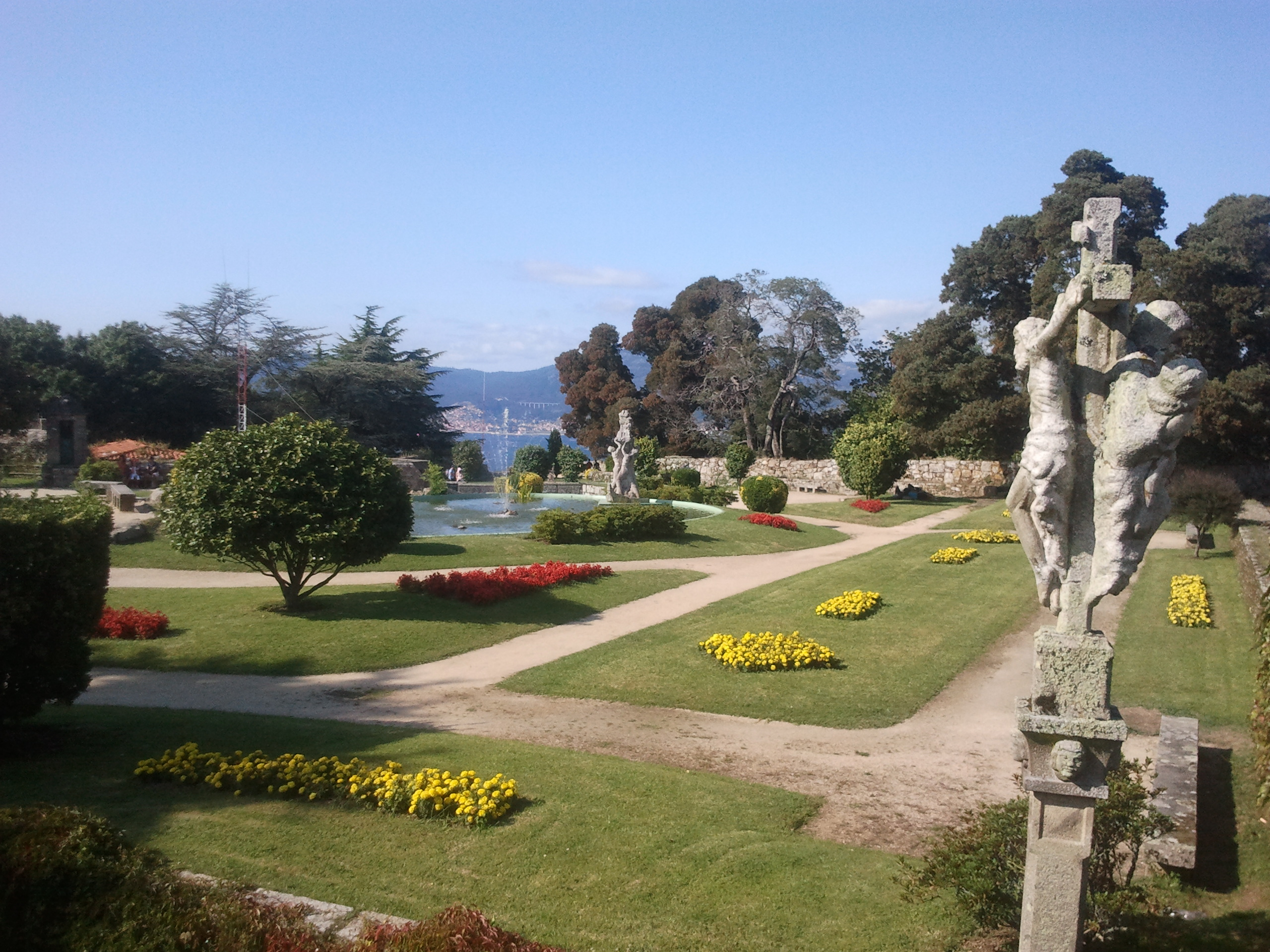
Crucero en el interior del fuerte.

Se dice que desde la fortaleza partían varios túneles que comunicaban con distintos puntos de la ciudad, como con el castillo de San Sebastián, el centro histórico e incluso se cuenta que con el monte de A Guía situado a más de tres kilómetros, poco antes del estrecho de Rande. Aun se pueden ver restos en la fortaleza de San Sebastián y hace pocos años se encontraron restos de ellos en la cercana calle de Celso Emilio Ferreiro. Al lado de las murallas del castillo del Castro, hasta no hace mucho tiempo, era perfectamente visible la entrada de uno de estos túneles, donde se cuenta que se practicaron ejecuciones durante la guerra civil española.

## Características
La fortaleza tiene forma poligonal y está construida en granito. Hoy en día se encuentra abierta al público, integrada en el parque del Castro y completamente ajardinada tanto exterior coma interiormente. Dentro encontramos una ruta botánica con especies exóticas de interés, varias esculturas, un crucero, y en la parte alta el mirador a la ría y un jardín formal con la fuente y la escultura en honor al “Empuje Vigués" de 1969, obra de Camilo Nogueira Martínez.
La fortaleza se encuentra bajo la protección de Declaración genérica del Decreto del 22 de abril de 1949, y la Ley 16/1985 sobre el Patrimonio Histórico Español.
A finales de 2013 por orden del Ayuntamiento de Vigo se inicia el derrumbamiento del edificio en piedra almenado que fuera el emplazamiento del restaurante de referencia vigués El Castillo. Con el derrumbe se descubre parte del paramento de la muralla encondido durante parte del siglo XX.